# Мужская сборная Украины по волейболу
Мужская национальная сборная Украины по волейболу (укр. Чоловіча збірна України з волейболу) — представляет Украину на международных соревнованиях по волейболу. Управляющей организацией выступает Федерация волейбола Украины. В 2022 году сборная Украины впервые в своей истории вышла в четвертьфинал чемпионата мира, где в борьбе (1:3) уступила сборной Словении на площадке «Арена Стожице» в Любляне.

## Результаты выступлений

### Чемпионаты мира
- 1994 — не квалифицировалась
- 1998 — 10 место
- 2002 — не квалифицировалась
- 2006 — не квалифицировалась
- 2010 — не квалифицировалась
- 2014 — не квалифицировалась
- / 2018 — не квалифицировалась
- / 2022 — 7 место

### Чемпионаты Европы
- 1993 — 6 место
- 1995 — 9 место
- 1997 — 7 место
- 1999 — не квалифицировалась
- 2001 — не квалифицировалась
- 2003 — не квалифицировалась
- / 2005 — 12 место
- 2007 — не квалифицировалась
- 2009 — не квалифицировалась
- / 2011 — не квалифицировалась
- / 2013 — не квалифицировалась
- / 2015 — не квалифицировалась
- 2017 — не квалифицировалась
- /// 2019 — 7 место
- / 2021 — 13 место
- 2023 — 8 место

### Кубок претендентов
- 2023 —  3-е место
- 2024 — 4-е место